# Grand Prix 1924

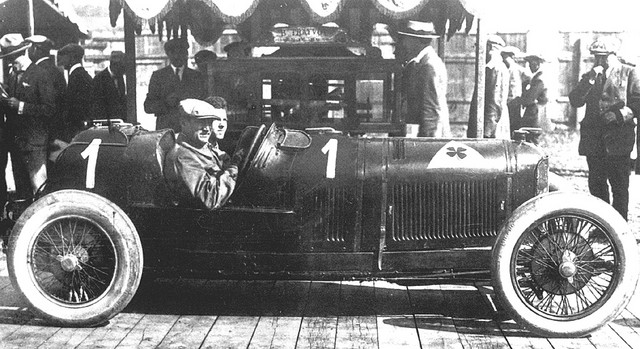
Antonio Ascari segrade i Italien.

Grand Prix-säsongen 1924 räknades tävlingen i Frankrike som Europas Grand Prix. 

## Grand Prix
| Grand Prix                               | Bana         | Datum      | Vinnande förare       | Vinnande konstruktör |
| ---------------------------------------- | ------------ | ---------- | --------------------- | -------------------- |
| Indianapolis 500                         | Indianapolis | 30 maj     | Joe Boyer L. L. Corum | Duesenberg           |
| Frankrikes Grand Prix/Europas Grand Prix | Lyon         | 3 augusti  | Giuseppe Campari      | Alfa Romeo           |
| Italiens Grand Prix                      | Monza        | 19 oktober | Antonio Ascari        | Alfa Romeo           |